# An Hải Tây
An Hải Tây là một phường thuộc quận Sơn Trà, thành phố Đà Nẵng, Việt Nam.
Phường An Hải Tây có diện tích 1,51 km², dân số năm 1999 là 12.874 người, mật độ dân số đạt 8.526 người/km².